# Reserva provincial Acambuco
La reserva provincial Acambuco es un área natural protegida situada en el departamento General San Martín en la provincia de Salta, Argentina.
 Fue creada con el objetivo de preservar especies y la diversidad genética en general del ecosistema, en un ambiente particularmente rico por su flora y fauna.

## Características generales
El área protegida abarca una superficie de 8266 ha; en el municipio de Aguaray, departamento General San Martín, en el noreste de la provincia de Salta, prácticamente en el límite con Bolivia, aproximadamente en la posición 22°13′S 63°57′O / -22.217, -63.950.
La protección fue establecida mediante la ley provincial n.º 5360 del año 1979, afectando los terrenos fiscales entonces identificados como fracciones 36-40, con el objeto de establecer "reservas forestales permanentes y semilleros a perpetuidad para conservación de las diversas especies forestales y fauna silvestre".
Desde el punto de vista fitogeográfico, la reserva pertenece al gran ambiente de yungas, específicamente al distrito de la selva pedemontana. En términos generales, este distrito es el que enfrenta mayores amenazas en su conservación a causa de la expansión de la frontera agrícola, ya que su topografía prácticamente plana admite la deforestación y la implantación de cultivos. La reserva de Acambuco alberga una de las áreas más extensas y menos afectada por la acción antrópica de la región.

La reserva debe su nombre a la expresión que en lengua chiriguana significa "valle largo” o "quebrada larga”.

## Flora
La cubierta vegetal de las laderas del valle presenta en los espacios abiertos las características propias de las yungas secas. Se observan ejemplares de roble (Amburana cearensis), con presencia de varias bombacáceas nativas como el soroche, una variedad de (Pseudobombax). En las zonas bajas, más planas y abiertas, se encuentran ejemplares de bosque chaqueño, como el piquillín (Condalia buxifolia), el molle (Sideroxylon obtusifolium), el espinillo (Acacia caven) y la corona de cristo (Gleditsia amorphoides).

## Fauna

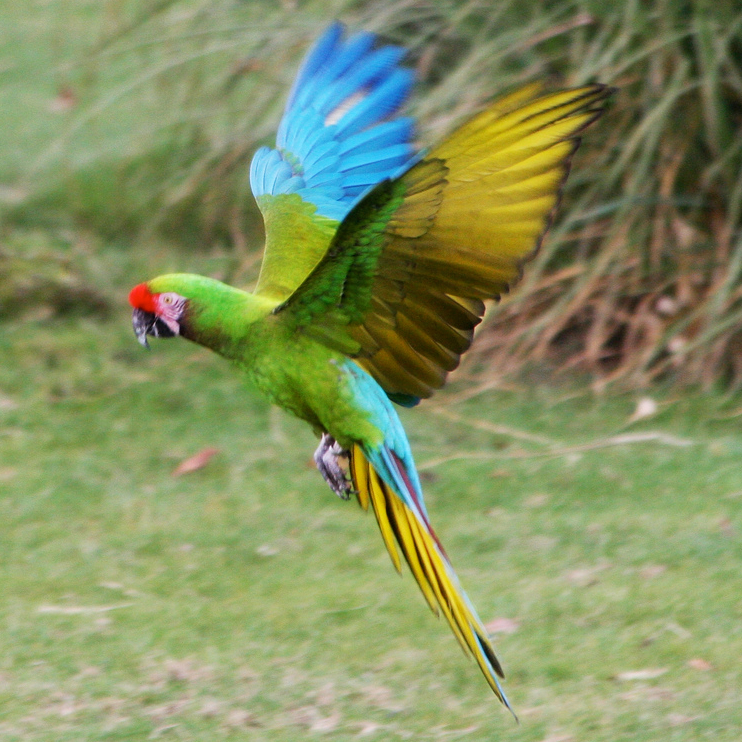
Guacamayo verde (Ara militaris), especie vulnerable de la que se han observado ejemplares en la reserva Acambuco.

A partir de un trabajo desarrollado en el año 2010, se cuenta con cierta información acerca de la fauna de la reserva. Se han registrado ejemplares de tapeti (Sylvilagus brasiliensis),
agutí (Dasyprocta punctata), corzuela (Mazama gouazoubira), zorro cangrejero (Cerdocyon thous), hurón mayor (Eira barbara), gato onza (Leopardus pardalis), jaguarundí (Puma yagouaroundi) y gato tigre (Leopardus wiedii), entre otros.
La riqueza ornitológica de la región es destacable, por lo que está incluida dentro de las áreas importantes para la conservación de las aves de Argentina.

Entre el par de centenares de especies de aves observadas en la región se encuentran ejemplares de guacamayo verde (Ara militaris), águila viuda (Spizastur melanoleucus), batará gigante (Batara cinerea), tucán  grande (Ramphastos toco), hocó oscuro (Tigrisoma fasciatum), pava  de  monte común (Penelope obscura), loro hablador (Amazona aestiva), maracaná cuello amarillo (Primolius auricollis), el tucán grande y migrantes como el zorzalito boreal (Catharus ustulatus).

## Amenazas
En la zona vive un escaso número de familias cuya actividad principal es la agricultura y la ganadería en pequeña escala y ocasionalmente la caza con fines de complemento dietario. La agricultura se practica en parcelas de pocas hectáreas, utilizando a menudo la técnica de tala y quema. Además, el pastoreo del ganado se realiza libremente en los pastizales y arbustales cercanos a las zonas de viviendas.
Sin embargo, el deterioro del área causado a partir de la extracción de hidrocarburos es una amenaza latente, potenciada por la inseguridad jurídica que produce divergencias respecto de la tenencia legal de los terrenos. Desde antes del año 2000, la región es una de las más importantes explotaciones gasíferas del noroeste argentino.